# Port Jervis (New York)
Port Jervis je grad u američkoj saveznoj državi New York. Prema popisu stanovništva iz 2010. u njemu je živjelo 8.828 stanovnika.